# James Cecil Parke
James "Jim" Cecil Parke, född 26 juli 1881, Clones, Irland, död 27 februari 1946, var en irländsk högerhänt tennisspelare med stora framgångar under 1910-talet. Parke rankades som världsfyra 1913.

## Tenniskarriären
Parke vann singeltiteln i Australiska mästerskapen 1912 genom finalseger över Alfred Beamish med siffrorna 3-6 6-3 1-6 6-1 7-5. Tillsammans med C.P.Dixon vann Parke också dubbeltiteln i mästerskapen samma år genom finalseger över Beamish och Gordon Lowe (6-4 6-4 6-2). Parke var också dubbelfinalist i Wimbledonmästerskapen fyra gånger (1911-13 och 1920). År 1914 vann han mixed dubbeltiteln tillsammans med Ethel Thomson Larcombe. Paret finalbesegrade Anthony Wilding/Marguerite Broquedis med 4-6 6-4 6-2.
Parke blev åtta gånger irländsk mästare i tennis.
Cecil Parke deltog i det brittiska Davis Cup-laget 1908-09, 1912-14 och 1920. Han spelade totalt 20 matcher av vilka han vann åtta. Hans lag var särskilt framgångsrikt säsongen 1912, då britterna nådde slutfinalen, Challenge Round, som spelades i Australien mot den titelförsvarande nationen (Australasien). Britterna vann med 3-2 i matcher, varvid Parke i sina två singlar besegrade Norman Brookes (8-6 6-3 5-7 6-2) och Rodney Heath (6-2 6-4 6-4). Året därpå mötte det brittiska laget, då som titelhållare, ett lag från USA i Challenge Round. Britterna förlorade med 2-3 i matcher, men Parke besegrade i sina singelmatcher både Maurice McLoughlin (8-10 7-5 6-4 1-6 7-5) och Richard Norris Williams (6-2 5-7 5-7 6-4 6-2). 
Cecil Parke var en framstående "all round"-idrottsman, som förutom tennis också tävlade inom rugby och golf. Han deltog i det irländska rygbylandslaget 20 gånger 1903-07.

## Grand Slam-titlar
- Australiska mästerskapen
  - Singel - 1912
  - Dubbel - 1912
- Wimbledonmästerskapen
  - Mixed dubbel - 1914